# Katherine Moennig
Katherine Sian Moennig (Philadelphia, Pennsylvania, 29 december 1977) is een Amerikaans actrice, bekend door haar rol als Shane McCutcheon in The L Word. Ook speelde ze Jake Pratt in Young Americans. In 2009 vertolkte ze de rol van Dr. Miranda Foster in Three Rivers.

## Biografie
Katherine Moennig werd op 29 december 1977 geboren in Philadelphia als dochter van Broadway-danseres Mary Zahn en violenmaker William H. Moennig III. Moennig heeft een halfzus en een halfbroer afkomstig uit het eerste huwelijk van haar vader. Moennig is het nichtje van actrice Blythe Danner (de halfzus van de vader van Moennig) en ze is het nichtje van actrice Gwyneth Paltrow. Moennig is van Duitse, Schotse en Ierse afkomst.

## Carrière
In 1995, op 18-jarige leeftijd, verhuisde Moennig naar New York om te gaan studeren aan de American Academy of Dramatic Arts.
In 1999 speelde ze in Is Anybody Home?, een videoclip van de Canadese Band Our Lady Peace. In 2005 speelde ze ook een rol in een reclamespotje van Fleet Bank en verscheen ze in een Rode Kruis-campagne om de slachtoffers van Orkaan Katrina te steunen. Moennig was in 2006 een van de presentatrices van de 17e GLAAD Media Awards en was aanwezig bij de 10e Ribbon of Hope Celebration, waar The L Word een prijs won.
Haar eerste grote rol was in de televisieserie Young Americans, waarin ze Jake Pratt speelde. 
Moennig heeft verschillende lesbische rollen gespeeld - Shane McCutcheon in The L Word en de lesbische liefde van Sophia Myles' personage in Art School Confidential in 2006. Ze heeft auditie gedaan voor de rol van de transseksuele Brandon Teena in Boys Don't Cry, en speelde Cheryl Avery, een jonge transseksueel in de Law & Order: Special Victims Unit aflevering Fallacy
Op 12 april 2006 maakte Moennig haar Off Broadway debuut als "American Girl", tegenover Lee Pace, in Guardians, geregisseerd door Peter Morris. Het verhaal is losjes gebaseerd op dat van Lynndie England.
In 2007 werd de documentaire "My Address: A Look At Gay Youth Homelessness" in New York gelanceerd met Moennig in samenwerking met het Hetrick-Martin Institute (HMI), geregisseerd door Gigi Nicolas.
In 2009 voegt Moennig zich bij de cast van de tv-serie Thee Rivers. Moennig speelde Dr Miranda Foster, een chirurg met een rebelse inslag en vurig temperament. Op 30 november 2009 werd bekend dat CBS  Three Rivers geschrapt had van het schema. Volgende seizoenen zijn niet gepland. In 2010 speelde Moennig een tatoeëerster in de Dexter (televisieserie)-aflevering "First Blood".
In 2011 speelde ze de kleine rol van Gloria, een drugsverslaafde prostituee, in de film The Lincoln Lawyer.
In 2012 speelde ze de rol van detective Erica Lonsdale in de film Gone.

## Filmografie

### Films
| Jaar | Titel                   | Rol              |
| ---- | ----------------------- | ---------------- |
| 2000 | The Ice People          | Wanja Kasczinksy |
| 2001 | The Shipping News       | Grace Moosup     |
| 2001 | Love the Hard Way       | Debbie           |
| 2001 | Slo-Mo                  | Raven            |
| 2004 | Invitation to a Suicide | Eva              |
| 2006 | Art School Confidential | Candace          |
| 2009 | Everybody's Fine        | Jilly            |
| 2011 | The Lincoln Lawyer      | Gloria           |
| 2011 | Default                 | Juliana          |
| 2012 | Gone                    |                  |

### Televisie
| Jaar | Titel                             | Rol                     | Opmerkingen                          |
| ---- | --------------------------------- | ----------------------- | ------------------------------------ |
| 2000 | Young Americans                   | Jacqueline "Jake" Pratt | 8 afleveringen                       |
| 2001 | Law & Order                       | Melissa Cobin           | 1 aflevering (For Love or Money)     |
| 2003 | Law & Order: Special Victims Unit | Cheryl Avery            | seizoen 4 Aflevering 21 (Fallacy)    |
| 2004 | The L Word                        | Shane McCutcheon        | 70 afleveringen, 2004 – 2009         |
| 2008 | Miami                             | Mary Landis             | 1 aflevering (Rock and a Hard Place) |
| 2009 | Three Rivers                      | Dr. Miranda Foster      | 10 afleveringen                      |
| 2010 | Dexter                            | Michael Angelo          | 1 aflevering (First Blood)           |
| 2014 | Ray Donovan                       | Lena                    | 24 afleveringen                      |

### Podium
| Jaar | Titel                     | Rol           |
| ---- | ------------------------- | ------------- |
| 2006 | Guardians                 | American Girl |
| -    | As You Like It            | Shepherdess   |
| -    | The Theory of Total Blame | Cheryl Avery  |
| -    | Comedy of Art             | Isabella      |
| -    | Morning in the City Nolan | Karen         |
| -    | Love Letters              | Dr. Melissa   |
| -    | The Shadow Box            | Felicity      |
| -    | The Murder of Lidice      | Byeta         |
| -    | Two Gentlemen of Verona   | Lucetta       |
| -    | A Late Show               | Pat           |
| -    | Burn This                 | Anna          |
| -    | Alone at the Beach        | Chris         |
| -    | Lovers                    | Maggie        |
| -    | Anna K                    | Anna          |

- Gemeinsame Normdatei: 1062417631
- International Standard Name Identifier: 0000 0000 4554 9700
- Library of Congress Control Number: no2002008073
- Virtual International Authority File: 14430975
- WorldCat: E39PBJhmJ7FR4yRTTF93mF384q